# ياسمين (ديزني)
الأميرة ياسمين إحدى شخصيات فيلم شركة ديزني علاء الدين وإحدى أميرات ديزني. تعدّ ياسمين هي بطلة الفيلم الأصلي بجوار علاء الدين حيث تكون ياسمين هي أميرة «أغربه» وابنة السلطان، التي تعبت من الحياة في القصر الملكي. وأيضا حبيبة علاء الدين.

## الأعمال

### الأفلام
- علاء الدين
- عودة جعفر
- علاء الدين وملك اللصوص
- ميكي وعيد ميلاد مسحور: تثلج في دار الفار
- ميكي ودار الأشرار
- الأسد الملك 3 (ظهور خاص)
- حكايات أميرة 2: أتبعي أحلامك
- رالف يدمر الإنترنت
- علاء الدين 2019

### المسلسلات
- علاء الدين
- هرقل (ضيفة خاصة)
- دار الفار
- صوفيا الأولى (ضيفة خاصة)

## روابط خارجية
- ياسمين على موقع ميوزك برينز (الإنجليزية)